# Lala Aufsberg
Lala Aufsberg (eigentlich Luise Ida Aufsberg; * 26. Februar 1907 in Sonthofen; † 18. Mai 1976 ebenda) war eine bekannte Kunstfotografin.

## Leben und Werk
Nach dem Besuch der Volksschule und der sechsjährigen Schule für Höhere Töchter in Immenstadt begann sie 1932 die Ausbildung zur Fotohändlerin in Oberstdorf. Nach Abschluss der Ausbildung zog Lala Aufsberg nach Nürnberg um und arbeitete dort bei den Fotohandlungen Seitz und Porst. Um 1931 trat sie dem Fotoclub Verein von Freunden der Photographie zu Nürnberg bei.
Ab April 1938 besuchte Lala Aufsberg die Staatsschule für Handwerk und angewandte Kunst in Weimar, Abteilung Lichtbildnerei bei Walter Hege. Im Juli 1938 legte sie die Meisterprüfung für das Photographen-Handwerk ab, kehrte im selben Jahr nach Sonthofen zurück und eröffnete ein Photoatelier.
In den Jahren 1937 und 1938 dokumentierte Lala Aufsberg die Reichsparteitage in Nürnberg.
Ihren ersten künstlerischen Auftrag erhielt sie in den Jahren 1941/1942, bei dem sie die Wandmalereien in Kirchen und Klöstern Kärntens fotografierte und in einem weiteren Auftrag die der Steiermark.
Das zur Philipps-Universität Marburg gehörende „Deutsche Dokumentationszentrum für Kunstgeschichte“ – Bildarchiv Foto Marburg (gelistet im UNESCO Archives Portal) erwarb 1976/1977 sowie 1996 das Lala-Aufsberg-Archiv mit ca. 46.000 kunsthistorischen Schwarzweiß-Negativen in den Formaten 6×6 und 9×12 cm und 103.000 Fotos. Die inhaltlichen Schwerpunkte liegen auf Süddeutschland, Österreich, Italien, Griechenland, Ägypten.
Aufsbergs fast puristische Dokumentarfotografie ist in über 500 Kunstbüchern publiziert. Sie dokumentieren Kunstwerke aus fast allen europäischen Ländern.

## Ausstellungen
- 2024: #MODERN. Lala Aufsberg, Karl Theodor Gremmler und Fritz Block. Aus dem Archiv der Fotografen, Buchmuseum der SLUB Dresden, 26. Juli – 12. Oktober 2024

## Werke / Literatur
- Ursprüngliches Allgäu. Kultur und Kulinarik. Hrsg.: Gerlinde Hagelmüller. Mit historischen Aufnahmen von Lala Aufsberg. Kunstverlag Schweineberg, Ofterschwang 2016, ISBN 978-3-943431-07-0.
- Historische Bilder aus dem Allgäu. Bilder einer Allgäuer Fotografin (1907–1976). Hrsg.: Peter Elgaß. Verlag Hephaistos, Immenstadt-Werdenstein 2010, ISBN 978-3-931951-44-3.
- Landschaften, Menschen, Momente. Bilder einer Allgäuer Fotografin (1907–1976). Hrsg.: Michael Wöll und Hilmar Sturm für den Heimatbund Allgäu e. V. Verlag Hephaistos, Immenstadt-Werdenstein 2007, ISBN 978-3-931951-27-6.